# Senyoria de Biscaia

Armes primitives de la casa d'Haro, titulars de la senyoria de Biscaia entre el i. La seva composició ha passat a nombrosos municipis de Biscaia

Biscaia fou un territori independent dels bascs que cap al segle X es va posar sota protecció de Castella, amb alguns períodes sota protectorat navarrès (cap al 993-1044 i 1093-1210). Els seus caps van prendre el títol de senyors. La seva organització política es va mantenir a l'actual Biscaia fins a l'any 1876, quan van ser derogats els furs.
Dependent de Castella, però amb legislació i govern propis, la Senyoria de Biscaia va mantenir l'organització administrativa i política tradicional pròpia de la terra, de manera que els seus ciutadans tenien un estatus propi i uns privilegis que els feien diferents de la resta de les possessions del regne de Castella.

## La llegenda
L'any 840, tropes asturs del rei Alfons II, al comandament del seu germà l'infant Ordoni, reclamen a Biscaia els impostos no pagats (un bou, una vaca i un cavall blanc). Els biscaïns es negaren i s'enfrontaren en la batalla de Padura o Busturia, on vencen i persegueixen a les tropes vençudes en la seva fugida fins al "arbre gafo" o "arbre malato" situat an Luyando, Àlaba, límit en aquells temps de Biscaia, on deixen clavada una espasa. Des de llavors Padura o Busturia passa a anomenar-se Arrigorriaga (pedres vermelles) degut al fet que per la cruesa de la batalla totes les pedres van acabar tenyides de sang. El mateix infant Ordoni va morir en aquesta batalla i la seva tomba es troba en l'església de Santa Maria Magdalena, a Arrigorriaga. En la lluita destaca per la seva bravura entre els vizcaínos el jove noble Lope Fortún, de Mundaka, fill d'una princesa escocesa i d'un noble de Mundaka anomenat l'escurçó (sugaar). Després de la batalla, els biscaïns aclamaren aquest noble, i en 888 el nomenaren el seu Senyor, sent el primer Senyor de Biscaia sota el nom de Senyor Blanc (Jaun Zuria) degut al fet que era ros i de pell molt clara.

## La història

Escut del rei Ferran el Catòlic com a senyor de Biscaia.

En iniciar-se la Reconquesta, els territoris de l'actual Biscaia queden sota la influència del Regne d'Astúries. Després de l'annexió del comtat de Castella per Sanç III de Navarra en 1029, Biscaia queda sota la influència navarresa i l'any 1040 Ènnec I López és nomenat primer senyor de Biscaia governant la Biscaia nuclear (sense les Encartaciones ni el Duranguesat). En els enfrontaments entre Castella i Navarra, en 1076 amb la mort de Sanç IV de Pamplona i la invasió de Pamplona per Castella, es declara vassall del rei de Castella. En 1135 la Biscaia nuclear torna a estar sota òrbita navarresa, passant definitivament a pertànyer a Castella l'any 1180. Les Encartaciones segueixen en poder del Regne de Castella i el Duranguesat en el de Navarra, fins a l'any 1200, amb la incorporació de la Senyoria de Biscaia al regne de Castella, després de la campanya duta a terme per Alfons VIII de Castella a Àlaba, Treviño i Guipúscoa.
El títol és heretat pels seus descendents fins que, per herència materna, en 1370 recau en l'Infant Joan de Castella, que hereta del seu pare el regne de Castella, com Joan I, romanent des de llavors lligat a la corona, primer a la de Castella i després, des de Carles I, a la d'Espanya, sempre amb la condició que el Senyor de torn jurés defensar i mantenir els furs de la senyoria (lleis pròpies biscaïnes) que en el seu text afirmaven que els biscaïns, almenys en teoria, podien desobeir al Senyor que així no ho fes.

## Les parts de la Senyoria
La Biscaia nuclear estava formada per: 
- La terra plana, entenent plana en el sentit de sense muralles, això és, els camps i caserius en el nucli de Biscaia, amb el fur biscaí i infanzón, organitzades en anteiglesias
- Les Viles i la Ciutat, amb les seves cartes pobles i furs particulars i que celebraven les seves Juntes separadament de les quals celebrava la Senyoria. Aquestes són: Balmaseda, Bermeo, Bilbao, Durango, Elorrio, Ermua, Guernica, Lanestosa, Lekeitio, Markina, Ondarroa, Otxandio, Portugalete, Plentzia; la ciutat és Orduña.

En fases posteriors se li van unir: 
- Les Encartaciones, amb la seva pròpia jurisdicció i govern i que celebraven les seves Juntes a Avellaneda.
- El Duranguesat o Merindad de Durango, que celebrava juntes en la Campa Foral de Gerendiaga enfront de l'ermita de San Salvador i San Clemente de Abadiño. Les Viles i la Ciutat i les Encartaciones només acudien a les Juntes Generals de Guernica quan s'anaven a tractar temes comuns que els afectessin.

## Senyors

Versió biscaina del'rei d'Espanya (1516-1700).

| «                                                                                  | Quant als senyors de Bizcaya, poden establir-se tres èpoques: La primera, la apòcrifa, que arrenca d'Andeca i acaba en don Zenón; Segona, la Zuriana, des de Zuría i els seus successors embolicats en faules, però entre els quals potser existeixi una mica autèntic, i tercera, els notòriament veritables. No se sap qui va ser el primer senyor de Biscaia. És de suposar que, com els Comtes de Castella brillaven per les seves fetes i virtuts cíviques i militars, i la seva prefectura arribava fins a Mena i Ayala, i a alguna part del que després va ser terra encartada de Biscaia, i els Biscaïns es fixarien en algun cabdill del llinatge dels comtes castellans, a qui van donar la senyoria, així com altres biscaïns, els de Durango, l'hi van lliurar als reis de Nabarra. | » |
| — Estanislao J. De Labayru. Història de Biscaia. Tom II, Llibre Primer, Capítol IV | |   |

## Llista de senyors llegendaris
Segons Lope García de Salazar, hi hagué cinc senyors de Biscaia abans dels primers senyors que poden ser considerats com a històrics. Són:
- Llop Fortun Jaun Zuria ?-909
- Manso López 909-920 (fill)
- Ennec Esquerra, l'esquerrà 920-924 (germà)
- Llop Iníguez Díaz Ortiz 924-931 (fill)
- Sanç López 931-993 (fill)

## Llista de senyors històrics (Família Haro)
- Ènnec I López 993-1077

Variant biscaina de l'escut del rei d'Espanya

- Llop Iníguez el ros 1077-1093 (fill) (senyor de Guipúscoa)
- Diego López I d'Haro I el blanc 1093-1124 (fill) (primer a portar el cognom Haro)
- Lope Díaz I d'Haro 1124-1170 (fill)
- Diego López II d'Haro el Bo 1170-1214 (fill)
- Lope Díaz II d'Haro Cap brau 1214-1236 (fill)
- Diego López III d'Haro 1236-1254 (fill)
- Lope Díaz III d'Haro 1254-1288 (fill)
- Diego López IV d'Haro 1288-1289 (fill)
- María Díaz I d'Haro 1289-1295
- Diego López V d'Haro 1295-1310 (germà)
- María Díaz d'Haro la Bona 1310-1342
- Joan I infant de Castella 1310-1319 (cunyat)
- Juan II el guerxo 1319-1328 (fill)
- Alfons I de Biscaia i XI de Castella 1334-1336
- Joan Núñez de Lara 1336-1350
- Nuño de Lara 1350-1352 (fill)
- Joana de Lara (germana) 1352-1370
- Tello de Castella y Guzmán 1370-1370 (marit)
- Joan I de Castella 1370-1379
- a Castella 1379